# سرگرم کردن آقای اسلون (فیلم)
سرگرم کردن آقای اسلون (انگلیسی: Entertaining Mr Sloane) فیلمی در سبک کمدی-درام به کارگردانی داگلاس هیکاکس است که در سال ۱۹۷۰ منتشر شد. از بازیگران آن می‌توان به بریل رید، هری اندروز و آلن وب اشاره کرد.